# Ваилуку (округ Мауи)
Ваилуку (англ. Wailuku) — статистически обособленная местность в штате Гавайи, США. Является административным центром округа Мауи.

## География

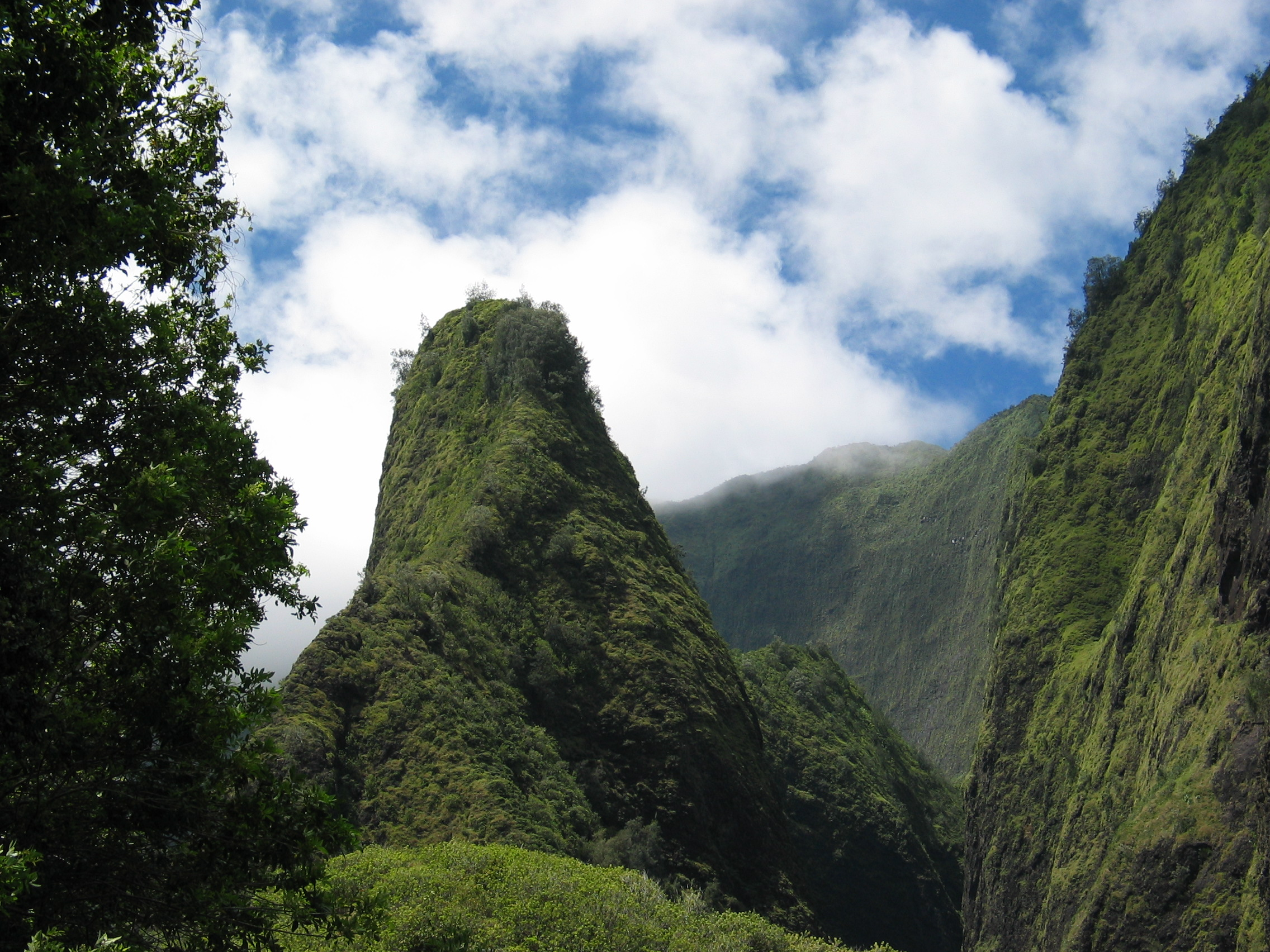
Долина Яо

Ваилуку находится на гавайском острове Мауи, в одноимённом районе. Рядом с ним находится вулкан Западный Мауи (англ. West Maui Volcano) . Также рядом находится долина Яо (англ. ʻĪao Valley).
Ваилуку примыкает к городу  Кахулуи.

## История
В 1790 году здесь была одержана победа армии Короля Камехамеха на Большом острове и разгромлена армия Короля Мауи Кахекели II в битве при Кепанивае в долине Яо.
В середине 1800-х годов христианские миссионеры начали прибывать и селиться в Вайлуку, принося с собой свои религиозные верования, культуру и прочее.
В 1876 году в ее честь была построена церковь Каахуману, в честь жены Камехамеха I.

## Население
На 2019 год в Ваилуку проживает 15313 человек .
В Ваилуку женщин живёт 50.14%, а мужчин 49,86% .

## Климат
| Показатель                             | Янв. | Фев. | Март | Апр. | Май  | Июнь | Июль | Авг. | Сен. | Окт. | Нояб. | Дек. |
| -------------------------------------- | ---- | ---- | ---- | ---- | ---- | ---- | ---- | ---- | ---- | ---- | ----- | ---- |
| Средний суточный максимум, °C          | 26   | 26,1 | 26,3 | 26,6 | 27,6 | 28,6 | 28,9 | 29,1 | 29,4 | 29,2 | 27,9  | 26,4 |
| Средняя температура, °C                | 21,5 | 21,6 | 21,8 | 22,5 | 23,5 | 24,5 | 24,9 | 25   | 25   | 24,6 | 23,5  | 22,1 |
| Средний суточный минимум, °C           | 17,1 | 17,1 | 17,4 | 18,5 | 19,4 | 20,4 | 21   | 21   | 20,7 | 20   | 19,2  | 17,9 |
| Норма осадков, мм                      | 139  | 99   | 96   | 64   | 32   | 9    | 16   | 19   | 14   | 48   | 93    | 106  |
| Источник: Климатические данные городов |      |      |      |      |      |      |      |      |      |      |       |      |

## Транспорт
Рядом с Ваилуку располагается  аэропорт Кахулуи (Англ. Kahului Airport).